# Corazón de piedra del parque nacional de Santa Teresa
También conocido como Corazón de Alúa, es la piedra de fundamento del parque nacional de Santa Teresa, ubicado en el departamento de Rocha. Es una piedra natural de granito con forma de corazón que perteneció a la cultura indígena arachana y según se cree a sus ancestros. Fue hallado el lunes 15 de abril de 1929, Uruguay. Estuvo en exhibición en el Museo de la Fortaleza de Santa Teresa hasta el día 1 de septiembre de 2018. 
Desde el 22 de diciembre de 2019, con la transferencia del Corazón de Piedra desde el museo de la Fortaleza, a la antigua y refaccionada casona de la Administración en el parque nacional de Santa Teresa, se le pudo visitar y ver allí, sobre el escritorio de las grandes decisiones que, gestaron la creación de esta reserva natural. Junto al Sendero de Alúa y en las cercanías del  Cerro Árido se realizó en la fecha mencionada en acto protocolar, por parte de los Depositarios Legales, Carlos Ferrer y Myriam Rambalducci, la entrega en préstamo y custodia del Corazón de Piedra al entonces director del parque nacional de Santa Teresa, Cnel. Gerardo Dattele.
El 30 de abril de 2023, el Corazón de Piedra fue retirado del parque nacional de Santa Teresa por sus apoderados legales, hasta que se culminen las obras de restauración de la nueva ubicación dentro del mismo. Bajo la supervisión del nuevo director, el coronel David Díaz, el sargento 1.º Carlos Silva, encargado del Hotel Militar y la cabo 2.ª Flavia Machado, procedieron a las 19hs. a la entrega de la histórica pieza.   

## Hallazgo
Durante la reconstrucción de la Fortaleza de Santa Teresa, en el mes de abril de 1929, el historiador Horacio Arredondo junto al Presidente de la República Dr. Baltasar Brum, cabalgaron hasta un promontorio cercano frente al Océano Atlántico, conocido como el Cerro Verde. Su propósito era estudiar las gramillas que crecían en el lugar, a fin de trasplantarlas en las dunas que rodeaban la antigua fortificación.
Según el relato de Brum, esto fue lo que sucedió:

Una mañana de abril, cabalgando por la playa, advertimos la presencia de un pescador en las rocas del Cerro Verde de la Coronilla.
'Debe ser el vagabundo del mar’, dijo Arredondo, personaje un tanto fantástico, sin domicilio conocido, que recorre las castas oceánicas del Uruguay y del Río Grande del Sur, recogiendo mariscos y caracoles para permutar en los vecindarios, sus productos alimenticios. Arredondo no lo conocía, ni estaba seguro de que existiera.
Nos contó que su padre, marinero griego se casó con una india pura de la tribu de los Arachanes. Sus padres le enseñaron "cosas" de indios, de conquistadores, de gauchos; le revelaron algunos misterios...

Entre otras cosas, el pescador les revela la existencia de un corazón de piedra y el lugar exacto donde deberían buscar. Lo hallarían encerrado herméticamente en una geoda in situ, una hendidura en una roca, con especiales características.
El relato del Dr. Baltasar Brum continúa, diciendo:

Ávidos de curiosidad, a la mañana siguiente, nos encaminamos a la Peña Árida. Nos fue fácil encontrar los fallos de la roca convergentes del Levante y del Oeste. Después de prolongados cateos como al golpe del martillo, el granito sonara en falso, llenos de emoción, lo horadamos apareciendo en una geoda el corazón de piedra sostenido, como único punto de apoyo, por una estratificación que lo cruzaba al medio. Lo extrajimos con esmero y reemplazándolo por el humus, tapiamos el hueco.

Este hallazgo en la Peña Árida, hoy Cerro Árido, fue inspirador, ya que la idea original de realizar plantaciones apropiadas e incluso un parque en torno a la fortaleza se vio reforzada por este descubrimiento y su significado.

## Descripción

### El Corazón de Piedra
Su formación granítica y predominantemente rosada en ocasiones según la luminosidad del entorno lo hacer ver gris o azulado, seguramente por los pequeños fragmentos de mica que contiene. Sus dimensiones son de 14 cm de ancho por 13,5 cm de alto, presentando una estratificación que lo divide en dos.

### La Geoda
Es la hendidura natural para algunos, artificial para otros, que contuvo por cinco siglos al Corazón de Alúa. Se ubica en la ladera norte del Cerro Árido dentro de los límites del parque nacional de Santa Teresa. La geoda tiene forma de corazón y forma parte de una roca mayor que no sobrepasa el metro de altura y los dos metros de largo. Al parecer, entre 1967 y 1970, se perdió su rastro, hasta llegada la mañana del 20 de abril de 2008, en que el Prof. Carlos Ferrer logró identificarla, efectuando un minucioso registro fotográfico de la misma.

## Usos y significados
La pieza es considerada de gran valor histórico y espiritual, por el misterio que generan las circunstancias del hallazgo, quienes lo descubrieron y la leyenda indígena que le acompaña.
Según la creencia de los indios arachanes y quienes les antecedieron, el Corazón de Piedra de Alúa es el símbolo de la Tierra Sin Mal. Su hallazgo debería inspirar un modelo de ese Edén indígena, donde una vez quitado de la geoda, demandaría de sus custodias la creación de un parque, una cueva natural en el lugar del hallazgo y un sendero de interpretación.
Otros van más allá, atribuyendo al Corazón de Alúa poderes intrínsecos o mágicos de potenciar el bien o el mal según las intenciones con que se acerquen a él. Hay quienes aseguran que, cuando el corazón sea depositado nuevamente en su lugar, todas las profecías nativas, así como bíblicas sobre el paraíso terrenal y espiritual, se cumplirán. Incluso muchos lo describen como el grial espiritual de la humanidad primigenia.
Más allá de estas creencias, don Horacio Arredondo, el creador del Parque de Santa Teresa, y el Dr. Baltasar Brum, vieron en el Corazón de Alúa el símbolo por excelencia de esta importante reserva natural y de la labor humana al servicio de la madre tierra... el humano que planta la semilla, la riega y la divinidad que la hace crecer.

## Historias y leyendas
Perviven varias versiones de lo que se conoce como la Leyenda del Corazón de Piedra.
- Una versión oral que ha sido transmitida con muy pocas variantes desde el año 1929 entre los apoderados legales y que se ha editado por primera vez con el nombre de Corazón de Piedra en el año 2005; en 2017 y 2018 en una obra completa bajo el título de El Misterio del Corazón de Piedra.[3]

- En el año 1930 el expresidente Dr. Baltasar Brum redactó una versión manuscrita épica donde al parecer encripta la versión oral original, titulada La Leyenda del Corazón de Piedra de la Sirena.

- Existiría una tercera narración, recopilada por el exjesuita del siglo XVIII Lucas C. Marton, en sus expediciones por las regiones oceánicas del Uruguay.

## Conservación
La preservación del Corazón de Piedra posee una historia que se extiende desde el día de su hallazgo en abril de 1929. De hecho, la esposa del Presidente Baltasar Brum, Blanca Frías, lo hizo engarzar en un soporte de bronce, a fin de mantenerlo en la posición en que fue hallado. Lo mantuvo en su poder en la ciudad de Buenos Aires, Argentina, hasta el 13 de noviembre de 1959, cuando transfirió los derechos a Joaquín Brum, sobrino del Presidente, y a Rosemarie Ortiz, su esposa. Desde entonces, el Corazón de Piedra habría de regresar a Uruguay, permaneciendo al cuidado de quien fuera Vicepresidente de la República, el Dr. Alfeo Brum, en Montevideo.
El 26 de mayo de 1961, su custodia y cuidado pasaron a don Horacio Arredondo, testigo presencial del hallazgo. Conforme a la promesa realizada al pescador del Cerro Verde, dispuso de inmediato la plantación del Cerro Árido, la construcción de una ermita no religiosa y la demarcación de un sendero hacia la geoda. Las medidas para el cuidado del Corazón de Piedra fueron escrupulosamente consideradas al detalle y el 30 de noviembre de 1962 la Comisión Administradora del Parque aprobó el proyecto en la sesión N.º 320.
Tras el fallecimiento de don Horacio Arredondo, el 1 de abril de 1967 el Corazón de Piedra permaneció custodiado en el Museo de la Fortaleza de Santa Teresa hasta el 1 de septiembre de 2018. Hoy en manos de los apoderados legales, se están culminando los arreglos para la construcción de la ermita, en el preciso lugar donde fue descubierto, en la cima del Cerro Árido.
Los actuales depositarios legales son el Prof. Carlos Ferrer Olmedo (desde el 10 de mayo de 2017) y la Sra. Myriam Rambalducci Bottero (desde el 29 de noviembre de 2017).